# تشمربيتس
تشمربيتس (الاسم العلمي: Tachymarptis) ، هو جنس من الطيور  ينتمي إلى سمامة (فصيلة: Apodidae) .

## الانواع
- سمامة الصرود ، Tachymarptis melba
- سمامة منقطة ، Tachymarptis aequatorialis